# Забір'я (Львівський район)
Забі́р'я — село у Львівському районі Львівської області. В селі знаходиться дерев'яна церква св. Параскеви 1866.

## Географії
Забір'я лежить за 13 км від Рави-Руської, 48 км на північний-захід від районного центру м. Жовква, 74 км від обласного центру м. Львів. Забір'я межує з населеними пунктами — на захід з с. Річки, на схід — с. Гійче, на південь — с. Синьковичі Жовківського району, на північ — с. Михайлівка, с. Карів, с. Хлівчани Сокальського району.
Поверхня рівнинна, плоска, лиш де-не-де видніються невисокі смуги піщаних горбів. Забір'я розміщене на рівнині, проте його північна частина має лісонасадження. Територія села в основному зайнята орними полями, садами та пасовищами. В Забір'ї лісистість незначна. Проте урочища Берізник, Соснина, Тополі, Дубрівка говорять, що раніше тут було багато лісів.
Сільська забудова здійснена обабіч головної вулиці Центральної та паралельних до неї: Шевченка та Боженка. До того ж, всі родини з прізвищами Козак походять із вулиці Боженка.
Дуже багато цікавого можна дізнатись при вивченні топоніміки села Забір'я. Так в Забір'ї є такі урочища: Чертіж, Перецілля, Помірки, Базник, Лукавець. Одне з них Чертіж розміщене за вигоном із північної сторони села, Перецілля і Помірки на схід за Кіхами. Назва урочища П'ятихатки говорить про те, що тут було розміщено п'ять хат. Такі назви урочищ та полів, як Берізник, Біля тополі, Дубрівка, Тополі, Соснина несуть інформацію про дерева, які там росли. Також існують такі назви як Загуменок, Печиська, Сажівка, Базник. Про те, що ділянка поля знаходиться на родючій землі, говорять назви: Лісова Нива, Чорне, а там, де земля піщана, не придатна для сільськогосподарських угідь — Мокре. А ось Свинориї, кажуть, дістало свою назву від того, що в 1914 році, коли йшов запеклий бій, поле навколо було таким розритим, наче б його перерили дикі свині.
Нумерація села і назви вулиць започатковані в 1967 році, до того село ділилось на Вигін, Кіхи, Село, Боженка.
На південний захід від села розміщена велика ділянка землі, на якій росте Баліцький сад. Назву отримав від власника села Синьковичі Баліцького, який посадив той сад. На цій території знаходився і його маєток.
З північної сторони село оточене лісом, який в основному складається з сосни звичайної, дуба, берези, горобини, у вологих місцях зустрічається вільха. В лісі є чорниці, малина, ожина. Поблизу Забір'я, у бору, є багато зайців, лисиць, зустрічаються козулі, лосі, дикі кабани. В минулому ліс належав власникам сіл — поміщикам, і тому ділиться на урочища: Річецьке, Забірське, Піддубецьке, Карівське.
Згідно з морфологічними районуваннями України Забір'я лежить на зандрово-амовіальній рівнині річки Рати на межі малого Полісся і Розточчя.
Клімат тут помірно континентальний. Середня температура липня +20, січня — «-5» — «-4», середня кількість опадів 600–650 мм. Кліматичні умови виражаються чотирма порами року. Рання весна настає у березні, а пізня осінь у листопаді. Морозяні дні можливі від кінця вересня до початку травня. Перший сніг не раз випадає у жовтні, останній у квітні.

## Транспорт
Через село проходить залізниця, станція Зелена.

## Історія
Назва села, за переказами, походить від лісів (борів), що колись оточували його. Село вперше згадується в історичних документах за другу половину XVIII ст. в 1565 році (Akta grodzkie i ziemskie). Саме тоді власником невеликого хутора за бором був дідич Фелікс Родзановський, який належав до лицарської родини Родзановських, власників Угнова і околиць, а потім Вавржинець Тржіановскі з Тржіани, каштелян любачівський — дідич і власник не тільки села Річки, а й Рави-Руської, частини містечка Угнова, села Забір'я і навколишніх сіл. Його маєток знаходився в селі Річки на захід від костелу.
13 листопада 1595 року Тржіановський видає документ, у якому записує свій маєток на власність костелу в Угневі. Сам Вавржинець Якуб Тржіановський, який, як записано в метрикальній книзі латинської парафії в Угневі, був хрещений 15 квітня 1613 року в Забір'ї, а після смерті батька жив у маєтку, який батько передав костелу. Чому маєтком не володів син власника — невідомо.
В половині XVIII ст. Забір'я належало Яну Богуну, який у 1740 році власним коштом збудував для отців Реформаторів у Раві-Руській дерев'яний костел, який згодом перенесли до Річок.
Внаслідок першого поділу Польщі у 1772 році Забір'я у складі інших галицьких земель потрапило під владу Австро-Угорщини.
На початку XIX ст. Забір'я належало Казимиру Яксі Баковському, що помер у 1825 році, у сімдесятирічному віці і який ще за життя передав маєток своєму синові. Очевидно, що гуральня і ткальня полотен, про які згадується у записах Центрального Львівського архіву, котрі були у 1812 році в селі, також належали Яксі Баковському. На основі договору з Юзефом Яблонським 6 червня 1849 року власником села стала Юзефа Яблонська з Баковських. Після її смерті, на основі декрету дідицтва, з 1871 року селом володів Антоні Яблонський. Коли він помер, то з 1874 року Забір'я і Гійче стало належати Гортензії з Карсніцьких в четвертій частині і до Марії з Дзедушицьких Яблуновській в трьох четвертих частинах.
В 1848 році в Галичині було скасовано панщину, але і після цього селянам не стало краще жити, майже половина селян була безземельною.
9 листопада 1875 року Забір'я купує Ізидор Лончинскі. У 1894 році, на підставі контракту купці — продажі з Ізидором Лончинським, Забір'я переходить у власність Яна Забельського, але ненадовго, бо в 1898 році село стає власністю малолітніх синів Ізидора Лончинскі — Густава і Зигмунда. Ізидор помер у 1902 році і похований на двірськім цвинтарі у Забір'ю (там де сьогодні знаходиться тракторна бригада).
Від 1902 до 1939 року власником села був Зигмунд Лончинскі. у 1939 році Зигмунд Лончинські помер, перед смертю землю почав продавати селянам, бо три його дочки жили у Польщі.
Село належало до Равського повіту. На 01.01.1939 в селі проживало 1570 мешканців, з них 1370 українців-грекокатоликів, 135 українців-римокатоликів, 40 поляків і 25 євреїв.
В Забір'ї був костел, який відвідували польські родини. Довгі роки в Забір'ї ксьондзом був о. Маршалек. У 1941 році костел згорів, а на його місці була зведена кузня.

## Відомі люди

### Народилися
- Гнідець Богдан Григорович (нар. 1930) — доктор технічних наук, професор.
- Домашовець Григорій (1895—1990) — редактор, публіцист, релігійний діяч.
- Домашовець Володимир (нар. 1926) — український письменник, редактор, баптистський пастор.
- Іващук Михайло Григорович (нар. 1950) — український журналіст, публіцист, літератор.
- Лоскоріх Юрій (05.05.1990 - 06.10.2022) - солдат 115 ОМБр, загинув біля с. Опитне, Покровського району, Донецької області. Поховали захисника 12.10.2022 на кладовищі в с. Забір'я.
- Пиріг Дмитро (24.10.1990 - 14.10.2022) - солдат ЗСУ. отримав 08.10.2022 поранення, внаслідок яких помер. Поховали захисника 14.10.2022 на кладовищі в с. Забір'я.
- Яріш Сергій Андрійович (1992 - 09.08.2023) - солдат ЗСУ, уродженець с. Шегині, Яворівського району, Львівської обл., загинув поблизу сел. Урожайне, Волноваського району, Донецької області. Поховали захисника 13.08.2023 на кладовищі в с. Забір'я.
- Жемела Василь (09.10.1986 - 02.05.2024) - боєць 71-ої ОЄБ ДШВ ЗСУ,  загинув на Авдіївському напрямку. Поховали захисника 11.05.2024. на Личаківському кладовищі в м. Львів.

### Працювали
- Жемела Григорій Михайлович (нар. 1939) — бригадир колгоспу «Прогрес», Герой Соціалістичної Праці.
- Матвісів Василь Михайлович (нар. 1930) — голова колгоспу «Прогрес», Герой Соціалістичної Праці.